# 颱風2A主力戰車
颱風2A主力戰車（西班牙語：TIFÓN-2A）是一款由祕魯的DICSA公司（Diseños Casanave Corporation S.A.C. of Peru）以及烏克蘭的卡爾科夫莫洛佐夫機械設計局（烏克蘭語：Харківське Конструкторське Бюро з Машинобудування ім. О.О. Морозова, or ХКБМ, KhKBM）所共同研製的主力戰車。颱風2A是蘇聯T-54/55主力戰車的衍生型。

## 發展
颱風2A主力戰車是由秘魯工程師塞爾吉奧·卡塞那夫·奎洛佩那（Sergio Casanave Quelopana）設計的，目的是為了使祕魯陸軍擁有一款能跟上時代的現代主力戰車。設計主要是以祕魯的T-55主力戰車為基礎，並參考秘魯軍隊對該戰車的反響以及歐洲戰車的設計製成的。祕魯工程師最終決定借鏡如俄羅斯的T-90等成功的現代主力戰車設計。為了達成這點，秘魯尋求位於烏克蘭的卡爾科夫莫洛佐夫機械設計局的協助。颱風2A是烏克蘭T-55AGM主力戰車一連串改良及升級後的最終產品。

## 特色

### 武裝
颱風2A主力戰車的主要武裝是一門自動裝填的125毫米KBM-1M 48倍徑滑膛炮，射擊速率為每分鐘8發。主炮能發射尾翼穩定脫殼穿甲彈、成形裝藥反戰車高爆彈，以及高爆破片彈，有效射程約為3000公尺。車上亦裝有以1G46M雷射導引系統所引導的「KOMBAT」飛彈系統，有效射程可達5000公尺。飛彈可以攻擊地面目標或是低飛的直升機。次要武裝為一挺遙控操作的12.7×108毫米KT-12.7機槍，同時也可以裝載7.62×54毫米R KT-7.62同軸機槍。颱風2A 2型的射控系統是一具「LIO-V」彈道計算機，炮手及車長皆可操控。在使用「BURAN CATHERINE-E」熱成像儀的狀況下，颱風2A在夜間的最大視野可達12公里。 

### 裝甲與防護
颱風2A使用「Deflek T」陶瓷複合裝甲，內含數層鋼鐵及陶瓷複合物。Deflek T能有效減少尾翼穩定脫殼穿甲彈的動能，並可抵銷反戰車高爆彈的效果。另外，戰車上所掛載的「刀（俄語：Nozh）」反應裝甲於遭受30毫米口徑以上的武器攻擊時便會爆炸，以便減少炮彈的穿甲能量。上述的兩種裝甲皆有效強化了颱風2A遭受反戰車高爆彈、120毫米次口徑穿甲彈等大型武器攻擊時的生存能力。而在實際測試中，這兩種裝甲的組合被證明能有效反制2000公尺外北約標準的120毫米尾翼穩定脫殼穿甲彈的射擊，以及3000公尺外北約標準的120毫米反戰車高爆彈的攻擊。颱風2A的炮塔兩側裝有12具81毫米煙霧彈發射器，並可藉由「Linkey-SPZ」啟動，以便在坦克週圍形成煙幕。

### 機械細節
颱風2A使用一具5TDFMA二衝程渦輪增壓五汽缸引擎，可輸出1050匹馬力；該引擎使用的燃料則相當多樣化，諸如煤油、汽油、柴油、噴射機燃料或混合燃料皆無不可。引擎組件還包含一具風扇馬達的排放系統，以及涉水時使用的隔水系統（形狀類似百葉窗）。車體的濾清系統使用一個漩渦狀濾清夾，可提供99.8%的過濾效能，並使戰車能行駛500公里以上而無須清理傳動系統的濾清機。颱風2A所使用的行星齒輪傳動系統有六個前進檔、三個倒退檔，並可由駕駛以電子機械系統操控，進而確保戰車的平均前進時速能保持在75公里/小時以上，倒退速度也可達到32公里/小時以上。颱風2A使用新型的「動力操縱」駕駛系統，系統會自動將駕駛資訊顯示在數位顯示器上。另外，颱風2A的懸吊系統也被重新設計過：每側有三扭力桿以及高能彈簧。這些部件使戰車在道路上的時速從原先的每小時60公里提昇至每小時78公里，倒退速度也有至少45公里/小時。颱風2A也可裝備「TIUS - NM」導航系統。這套系統的定位精確性與他國主力戰車的導航系統相當。

### 與颱風2A年代及性能相當的主力戰車
- 阿瓊主戰坦克
- 公羊主戰坦克
- 勒克萊爾主戰坦克
- 挑戰者2主戰坦克
- K1主戰坦克
- M1艾布蘭主力戰車
- 梅卡瓦主戰坦克
- T-80主戰坦克
- T-90主戰坦克
- T-84主戰坦克
- 90式戰車
- 10式戰車
- ZTZ-99主戰坦克
- ZTZ-96主戰坦克

## 外部連結
- TANQUE PRINCIPAL DE COMBATE "TIFON-2A"
- Tanque de batalla T-55 M8 A2 TIFÓN 2 （页面存档备份，存于）